# 陈得信
陈得信（1970年3月—），男性，汉族，甘肃永昌人，中共中央党校研究生学历，工学学士，正高级工程师，中共党员。中华人民共和国政治人物、企业家。

## 人物经历
陈得信从西安矿业学院毕业后回到金昌市，并加入国有企业金川集团，在该企业任职期间，陈得信参与了金川镍矿高应力特大型矿床连续开采综合技术的研究实施，因而与王永前等人获得科技部2012年度“国家科学技术进步奖”二等奖。
2017年，陈得信被中共甘肃省委提拔为金川集团股份有限公司总经理、党委副书记、董事。2019年，调任酒泉钢铁（集团）有限责任公司董事长。并于2021年12月当选为中共嘉峪关市第十二届委员会常务委员会委员。2022年5月，陈得信当选为中共二十大代表。
2023年1月，当选为甘肃省人民政府副省长。2024年5月，调离甘肃省，出任中国五矿集团有限公司总经理。2024年12月，升任任中国五矿集团有限公司董事长、党组书记